# Constantino Gongila

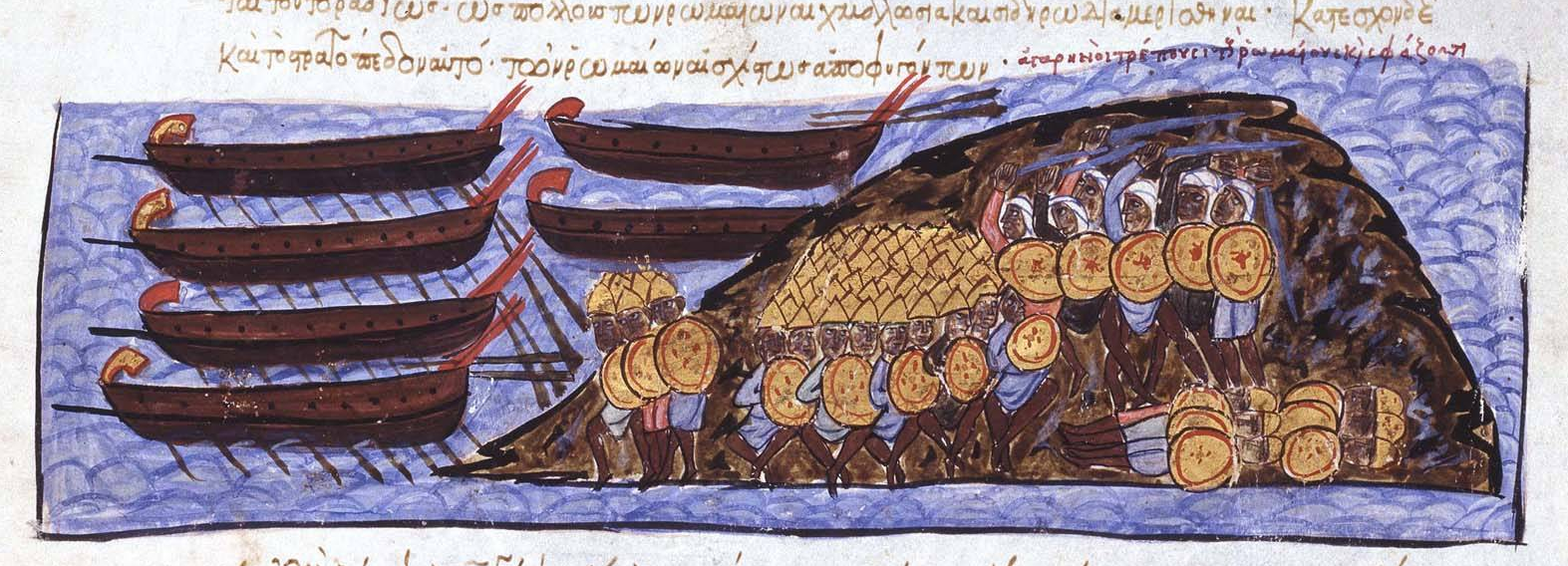
Sarracenos de Creta derrotam os bizantinos.
Iluminura do Escilitzes de Madrid

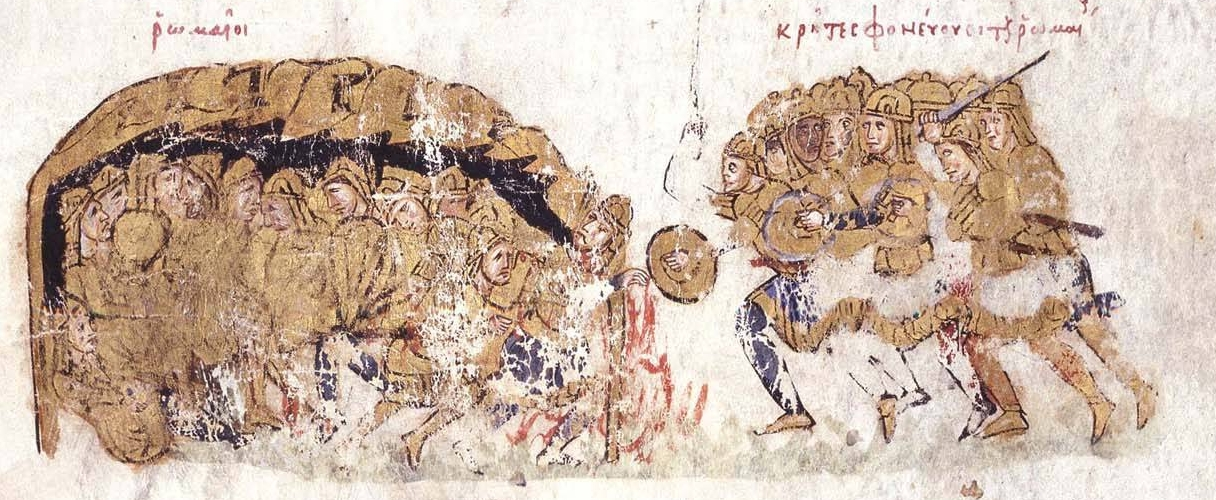
Sarracenos de Creta atacam os bizantinos de surpresa durante a noite.
Iluminura do Escilitzes de Madrid

Constantino Gongila (em grego: Κωνσταντῖνος Γογγύλης; romaniz.: Constantinos Gongýles; fl. c. 913-949) foi um eunuco e um oficial cortesão bizantino do século X, ativo durante a regência de Zoé Carbonopsina (914–919) e o reinado dos imperadores Romano I Lecapeno (r. 920–944) e Constantino VII Porfirogênito (r. 913–959). É mencionado pela primeira vez em 913-914, quando tornar-se-ia conselheiro de Zoé, e em 917 salvou o almirante Romano Lecapeno de ser cegado por seu fracasso na Batalha de Anquíalo. Sob Romano Lecapeno, devido sua colaboração com o general rebelde Leão Focas, o Velho, caiu em desgraça e desapareceu das fontes até 944, quando é nomeado grande drungário. Nesta posição, foi encarregado, em 949, de uma grande expedição fracassada contra o Emirado de Creta.

## Biografia
Nada se sabe da vida pregressa de Constantino exceto que era oriundo da Paflagônia. A Vida de São Basílio, o Jovem indica que ele e seu irmão, Anastácio, foram parentes do eunuco Constantino, o Paflagônio, que ascendeu ao poder na corte como favorito do poderoso paracemomeno Samonas e Leão VI, o Sábio (r. 886–912). Constantino aparece pela primeira vez em 913-914, quando, após a morte de Alexandre (r. 912–913), a imperatriz-regente Zoé Carbonopsina selecionou-o juntamente com seu irmão como seus conselheiros pessoais. Nesta ocasião, Constantino foi elevado a patrício, a maior dignidade entre os nobres.
Gongila teve grande influência na regência de Zoé (913–919), mas caiu em desgraça sob Romano I Lecapeno (r. 920–944). Apesar da intervenção de Gongila, com ajuda do magistro Estêvão, para salvar Lecapeno de ser cegado por seu papel na desastrosa Batalha de Anquíalo, os irmãos Gongila também apoiaram o general Leão Focas, o Velho, em sua tentativa de tomar o trono contra Lecapeno. Os irmãos foram ligeiros para trocar de lado quando Lecapeno passou a levar vantagem no conflito, mas eles não são mencionados mais nas fontes durante o reinado dele.
Com a deposição de Lecapeno em dezembro de 944, ele foi nomeado como grande drungário, o comandante da marinha. Assim, em 949, foi encarregado de uma grande campanha para tentar recapturar Creta dos sarracenos. A expedição foi uma derrota retumbante, que os bizantinos atribuem à falta de experiência militar de Constantino: ele não fortificou o acampamento da força expedicionária, que foi arrasado e quase totalmente destruído num ataque surpresa noturno sarraceno. O próprio Gongila escapou por pouco em sua nau capitânia. Seu destino depois disso é desconhecido; quando a Vida de São Basílio, o Jovem foi composta (por volta da década de 960), ele e seu irmão estavam aposentados e gastando suas fortunas em causas filantrópicas e caridosas.